# Szörny Rt.
A Szörny Rt. (eredeti cím: Monsters, Inc.) 2001-ben bemutatott amerikai 3D-s számítógépes animációs fantasy-filmvígjáték, a 4. Pixar-film. Az animációs játékfilm rendezői Pete Docter, Lee Unkrich és David Silverman, producere Darla K. Anderson. A forgatókönyvet Pete Docter, Jill Culton, Jeff Pidgeon és Ralph Eggleston eredeti története alapján Andrew Stanton és Daniel Gerson írta, a zenéjét Ira Hearsen szerezte. A mozifilm a Walt Disney Pictures és a Pixar Animation Studios gyártásában készült, a Buena Vista Pictures forgalmazásában jelent meg.
Hivatalos premierjére 2001. október 28-án került sor. Az Amerikai Egyesült Államokban 2001. november 2-án, az Egyesült Királyságban 2002. február 8-án, Magyarországon 2002. február 14-én mutattak be a mozikban. 2012-ben mutatták be a film felújított 3D-s változatát.
A film a megjelenésekor az addigi legnagyobb nyitóhétvégét generálta az animációs filmek körében és egyben minden idők hatodik legjobbját.

## Cselekmény
|  | Alább a cselekmény részletei következnek! |

A történet helyszíne Iszony City (eredetileg Monstropolis), a szörnyek otthona, akik rettegnek az embergyerekektől, mert úgy hiszik, szimpla érintésük is halálos lehet. Ironikusan, a város energiaellátását a gyerekek sikolyai szolgáltatják, amiket a Szörny Rt. palackoz. Dolgozói a rémisztők, akik speciális ajtókon keresztül belépnek az emberek világába, megijesztik a gyerekeket, s akiket kész hősként kezelnek az egész városban bátorságukért, amiért be mernek lépni egy gyermek szobájába.
A Szörny Rt. első számú ijesztője James P. Sullivan, azaz Sulley (John Goodman), egy kék szőrű, medveszerű óriás, akinek társa a zöld, egyszemű Mike Wazowski (Billy Crystal). Sulley fő riválisa a kaméleonra emlékeztető Randall Boggs (Steve Buscemi). Miközben a papírmunkát intézi, Sulley felfedez egy ajtót, amit a padlón felejtettek műszak után a szigorú céges előírások ellenére. Mikor Sulley ellenőrzi az ajtót, Boo, egy ember-kislány a szörnyvilágba kerül; s mindez semmi ahhoz képest, amire Sulley és Mike rájön: a kislány valójában egy gonosz cselszövés áldozata, ami a város energiaproblémáira irányul. Sulley-ra és Mike-ra vár a feladat, hogy hazajuttassák a kislányt mielőtt a hatóságok rálelnek, s mielőtt a cég a feje tetejére áll. Útközben felfedezik, hogy a gyerekek nem veszélyesek, s hogy az ijesztgetés többé már nem kifizetődő. Számtalanszor összeakadnak Randall-lal, a "Sikoly Kicsomagolóval", a Szörny Rt. pókszerű vezetőjével, Mr. Waternoose-zal (James Coburn) és a száműzött jetivel (John Ratzenberger). Végül megoldódik világuk energia-krízise, mikor rájönnek, hogy a gyerekek nevetése tízszer akkora erővel bír, mint sikításuk. A szörnyek tehát új feladatot kapnak: éjjelente belopódznak a gyerekek szobájába, hogy nevetésre bírják őket.
|  | Itt a vége a cselekmény részletezésének! |

## Szereplők
| Szereplő                   | Eredeti hang | Magyar hang     |
| -------------------------- | --- | --------------- |
| James P. „Sulley” Sullivan | John Goodman | Gesztesi Károly |
| James P. „Sulley” Sullivan | Az erős kék szőrű, medveszerű óriás szörny.                                                                                                |                 |
| Mike Wazowski              | Billy Crystal | Lippai László   |
| Mike Wazowski              | A zöld egyszemű gömbölyded testű szörny, Sulley legjobb barátja.                                                                           |                 |
| Boo / Mary                 | Mary Gibbs | Szilasi Blanka  |
| Boo / Mary                 | A 2 éves ember lánygyerek, akit Sulley öltöztett be gülü szemű, torz hajú csigaszörnynek, hogy észre ne vegye valaki a rémisztőcsarnokban. |                 |
| Randall Boggs              | Steve Buscemi | Kaszás Attila   |
| Randall Boggs              | A hidegvérű gyíkszerű láthatatlanná változó vézna szörny.                                                                                  |                 |
| Henry J. Vízengúz III      | James Coburn | Kristóf Tibor   |
| Henry J. Vízengúz III      | Az öt szemű, pókszerű szörny, a Szörny Rt. igazgatója.                                                                                     |                 |
| Celia                      | Jennifer Tilly | Zsigmond Tamara |
| Celia                      | Az egyszemű, polip lábú, kígyóhajú karcsú szörnyleány, Mike barátnője.                                                                     |                 |
| Roz                        | Bob Peterson | Pásztor Erzsi   |
| Roz                        | Az őszhajú csigaszörny titkárnő, titokban GYKE főnöknője.                                                                                  |                 |
| Jeti                       | John Ratzenberger | Kerekes József  |
| Jeti                       | A himalájai majom ember, aki hógolyóval kínálja a száműzött Sulley-t és Mike-ot.                                                           |                 |
| Penész                     | Frank Oz | Botár Endre     |
| Penész                     | A kelekótya háromszemű, tégla-testű szörny a rémisztőcsarnokban, Randall társa.                                                            |                 |
| Needleman                  | Dan Gerson | Bodrogi Attila  |
| Needleman                  | A barna hajú, négy karú csigaszörny gondnok a rémisztőcsarnokban.                                                                          |                 |
| Smitty                     | Dan Gerson | Fesztbaum Béla  |
| Smitty                     | A vörös orrú sovány szörny gondnok a rémisztőcsarnokban.                                                                                   |                 |
| Műszakvezető               | Steve Susskind | Magyar Attila   |
| Műszakvezető               | A hétujjú vörös vézna szörny műszakvezető a rémisztőcsarnokban.                                                                            |                 |
| Burdine Flint              | Bonnie Hunt | Varga Klára     |
| Burdine Flint              | A csigaszemű, alsó kígyótestű szörnyhölgy, rémisztő próbatermének a szimuláció mérnöknője.                                                 |                 |
| Nyáki                      | Jeff Pidgeon | Besenczi Árpád  |
| Nyáki                      | A négy vézna karú tüske hajú sima testű kövér szörny a rémisztő próbateremben, folyton hibázik a szimulációban.                            |                 |
| George Sanderson           | Samuel Lord Back | Várday Zoltán   |
| George Sanderson           | A vörös szőrű egyszarvú szörny. |                 |
| Charlie                    | Phil Proctor | Hajdu István    |
| Charlie                    | A csigaszemű, vézna karú vékony szörny, George társa.                                                                                      |                 |
| Pete „Claw” Ward           | Joe Ranft | Bicskey Lukács  |
| Pete „Claw” Ward           | A krokodil fejű, hosszú karmú erős szörny.                                                                                                 |                 |
| Tony, a zöldséges          | Guido Quaroni | Rudas István    |
| Tony, a zöldséges          | A olasz akcentussal beszélő hat karú sovány zöldséges szörny, Sulley és Mike ismerőse.                                                     |                 |
| Sushi séf                  | Jan Rabson | Petrik Péter    |
| Sushi séf                  | A polip szörny a Sushi bár tulajdonosa. |                 |
| TV-bemondó                 | Jim Thornton | Karsai István   |
| TV-bemondó                 | A reklám narrátora a Szörny Rt.-t közvetítésében.                                                                                          |                 |
| Francia riporter           | Jacques Marin | Vizy György     |
| Francia riporter           | A francia akcentussal beszélő, gombszemű, szemüveges kolbászszörny riporter a Híradóban.                                                   |                 |
| Rex                        | Wallace Shawn | Koncz István    |
| Rex                        | Játékdinoszaurusz a bakifelvételben. |                 |

További magyar hangok: Benkő Nóra, Domokos Richárd, Györfi Laura, Hegedűs Miklós, Juhász György, Kapácsy Miklós, Kökényessy Gábor, Kossuth Gábor, Lugosi Dániel, Lugosi Domonkos, Maros Ákos, Némedi Mari, Pálfai Péter, Patkó Csenge, Pikali Gerda, Pintér Gábor Attila, Rajkai Zoltán, Rékai Nándor, Román Judit, Stukovszky Tamás, Tardy Balázs, Várdai Anikó, Wohlmuth István

## Betétdalok
| Magyar              | Magyar                        | Angol                | Angol                      |
| Dal                 | Előadó                        | Dal                  | Előadó                     |
| ------------------- | ----------------------------- | -------------------- | -------------------------- |
| Csak egy barát kell | Lippai László Gesztesi Károly | If I Didn't Have You | Billy Crystal John Goodman |

## Érdekességek

Mike és Sulley – képkocka a filmből

- A Szörny Rt. megnyerte a legjobb betétdalnak járó Oscar-díjat (Randy Newman: If I Didn't Have You). Továbbá jelölték a legjobb animációs film, a Legjobb hangvágás és a legjobb filmzene kategóriákban.
- Az összes digitális kijelző Monstropolisban (Sulley órás rádiója, az ijesztőállomás konzoljai, a "Baleset nélküli napok" tábla) egy-egy gázzal töltött elektroncső ("nixie tube"), ami egy 1960-as évekbeli digitális neon-kijelző technológia. Az öt- és hat számjegyű kijelzők az ajtók közelében mind egy-egy Pixar-alkalmazott születési dátumát mutatják.
- A sikoly-összesítő táblán olvasható nevek (Sulley, Randall, George és Ricky Presuski kivételével) mind Pixar-alkalmazottakhoz tartoznak.
- A film néhány "díszletét" korábban felhasználták a Toy Story – Játékháború 2.-höz.
- Mikor George az első szobájából jön ki, egy "Paul Bunnoun" posztert láthatunk. Korábban ezt használták Sid szobájában a Toy Story – Játékháborúban. Egy másik utalás a Toy Story-ra, mikor Fungus különböző háttereket húz le Randall-nak, az egyik közülük Andy szobájának tapétája.
- Mary Gibbs, Rob Gibbs író hároméves lánya szolgáltatta Boo hangját. Azonban képtelen volt nyugton megülni a stúdióban, így hát követték egy mikrofonnal, s amiket játék közben mondott, bevágták a filmbe.
- Az étterem, amit Mike meglátogat egy stop-motion animátor, Ray Harryhausen után kapta a nevét.
- A Harryhausen étteremben, a polipszakács feletti tapéta egy Némó nyomában poszter, ami itt jelenik meg elsőként a film bemutatója előtt.
- Mikor Boo a férfimosdóban üldögél, a Szépség és a szörnyeteg főcímdalát dúdolja.
- A jelenetet, ahol Sulley attól fél, hogy Boo a szemétfeldolgózóba került, Chuck Jones Feed the Kitty című rajzfilmje ihlette.
- A szemétfeldolgozón az "X-13" jelzés látható. Ez valószínűleg egy utalás az 1970-es, alacsony költségvetésű sci-fi horrorra, a Horror of the Blood Monsters-re, aminek a tagline-ja így hangzott: "Sokkos állapotba sikoltod magad!". Ebben a filmben az űrhajó neve "XP-13" volt.
- Amikor Mike belép egy gyerekszobába a film vége felé, Disneyland-i látványosságok és helyszínek korai poszterei láthatóak.
- Mikor Randallt száműzik Monstropolisból, a falon tisztán kivehető Némó a Némó nyomában-ból mint egy horgász-trófea. Szintén ennél a jelenetnél, mikor Randall átkerül az emberek világába, ugyanaz a lakókocsi látható, amely már az Egy bogár életében is helyszínként volt jelen.
- A film vége felé Boo izgatottan mutogatja Sulley-nak a játékait. Az egyik ezek közül egy bohóchal, ami célzás a Némó nyomában-ban, egy másik egy labda, amit a Luxo Junior-ban láthattunk, és akad egy Jessie a Toy Story – Játékháború 2-ből.
- A film végén Mike azt énekli, "Tip your waitresses!" ("Adj borravalót a pincérnőknek!"). Ezt Mr. Pink a Kutyaszorítóban-ban nem teszi meg. Mr. Pinket Steve Buscemi játszotta, aki itt Randall hangját szolgáltatja.
- A végefőcím közbeni "bakik" egyikében Rexet láthatjuk a Toy Story – Játékháború-ból, amint meghallgatáson vesz részt a nagy szörny, Ted szerepéért, akivel Mike és Sulley az utcán átkelve találkozik a film elején.
- A Némó nyomában végefőcíme közben láthatjuk Mike-ot úszkálni.
- A Verdák végefőcímében láthatjuk Mike-ot és Sulley-t egy drive-in-ben mint Monster Truck-ok.

## A Szörny Rt. más feltűnései
- A Szörny Rt. mangaverzióját Jamafudzsi Hiromi alkotta meg, s Japánban a Kodansha gyermekmagazinjában, a Comic Bon Bonban közölte le. Az angol verziót a TOKYOPOP adta ki.
- A Feld Entertainment Disney on Ice skating tourjának jelenleg van egy Szörny Rt. kiadása.
- A filmet alapul véve készült egy mini-computer videójáték-sorozat, illetve egy többplatformú videójáték.
- 2006 januárjában a Disney's California Adventure parkban nyílt egy "Monsters, Inc. Mike & Sulley to the Rescue!" nevű látványosság.
- Egy ehhez hasonló látványosság "Monsters, Inc. Ride n' Go Seek!" munkacímen 2009-ben fog megnyíltni Tokyo Disneyland-ben.
- 2007-ben a Walt Disney World's Magic Kingdom-ban "Monsters, Inc. Laugh Floor Comedy Club" címen fog debütálni egy interaktív show.
- 2001-ben készült egy rövidfilm Mike új kocsija címmel.
- A Pixar 2013-ban mutatta be a folytatást, Szörny Egyetem címmel, ami sokkal inkább egy előzményfilm, hiszen Mike és Sulley egyetemi éveit mutatja be.
- A film közvetlen folytatása a 2020-ban induló Monsters At Works című sorozat, amely a Szörny Rt. eseményei után játszódik.

## Díjak és jelölések
- 2002 – Oscar-díj – a legjobb eredeti filmdal – Randy Newman – "If I Didn't Have You"
- 2002 – Oscar-díj jelölés – a legjobb eredeti filmzene – Randy Newman
- 2002 – Oscar-díj jelölés – a legjobb hangeffektus vágás – Gary Rydstrom, Michael Silvers
- 2002 – Oscar-díj jelölés – a legjobb animációs film – Andrew Stanton, Peter Docter